# Browns winterkoning
De Browns winterkoning (Thryorchilus browni) is een zangvogel uit de familie Troglodytidae (winterkoningen).

## Verspreiding en leefgebied
Deze soort komt voor in Costa Rica en Panama.